# Kristien Van Vaerenbergh
Kristien Van Vaerenbergh, née le 22 avril 1978 à Hal, est une femme politique belge, membre de la N-VA.
Elle est la fille de l'ancien bourgmestre de Lennik et député Volksunie, Etienne Van Vaerenbergh (nl).
Elle est licenciée en droit.

## Carrière politique
- Députée fédérale à la Chambre des représentants depuis le 6 juillet 2010[2].